# Stanisław Szeptycki

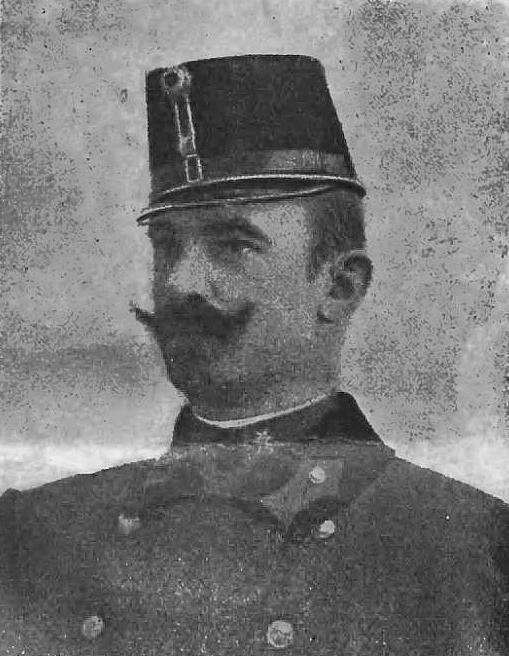
Kapitan Stanisław Szeptycki jako oficer armii austriackiej na froncie w Mandżurii

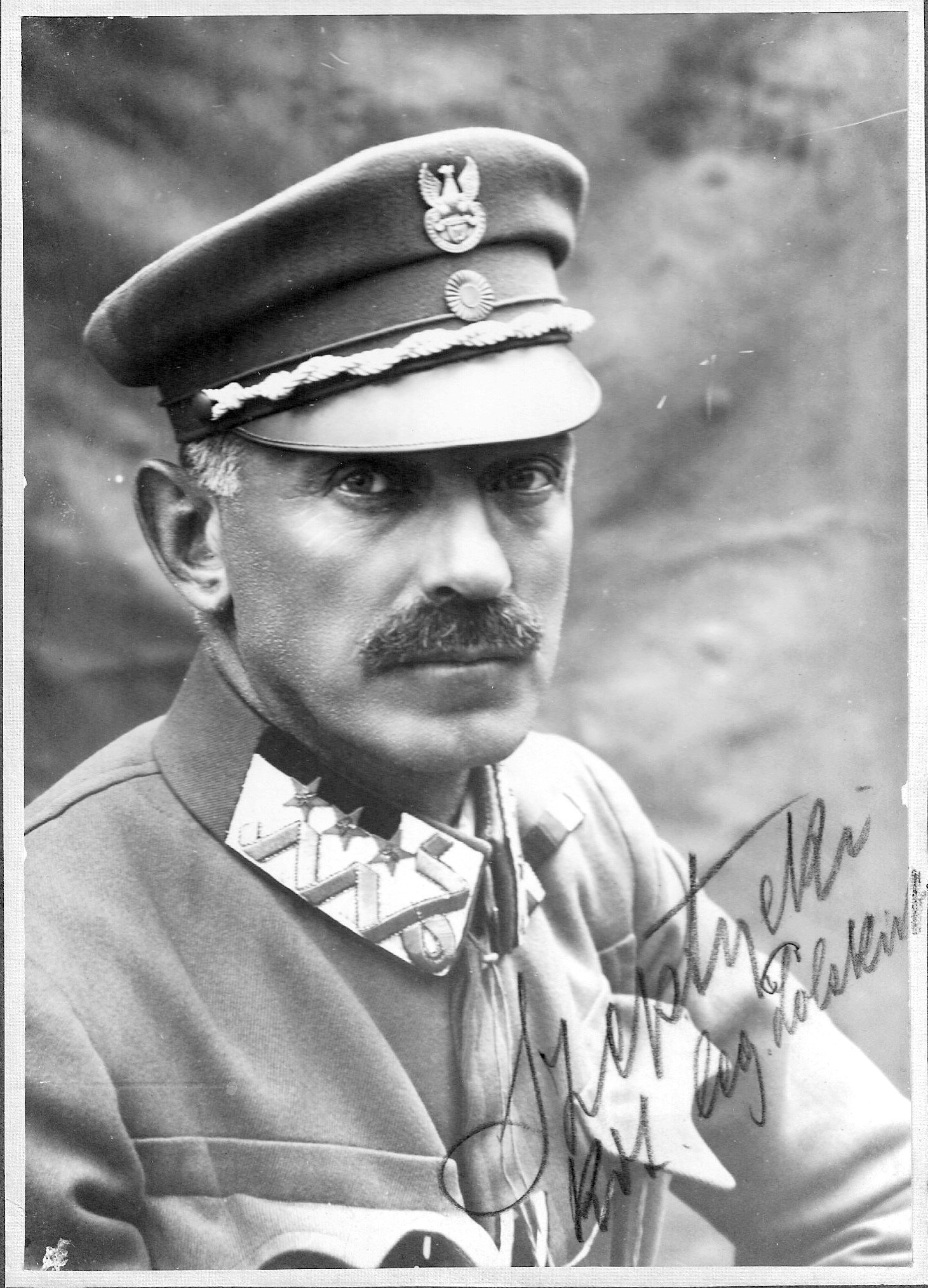
Pułkownik Stanisław Szeptycki – Komendant Legionów Polskich

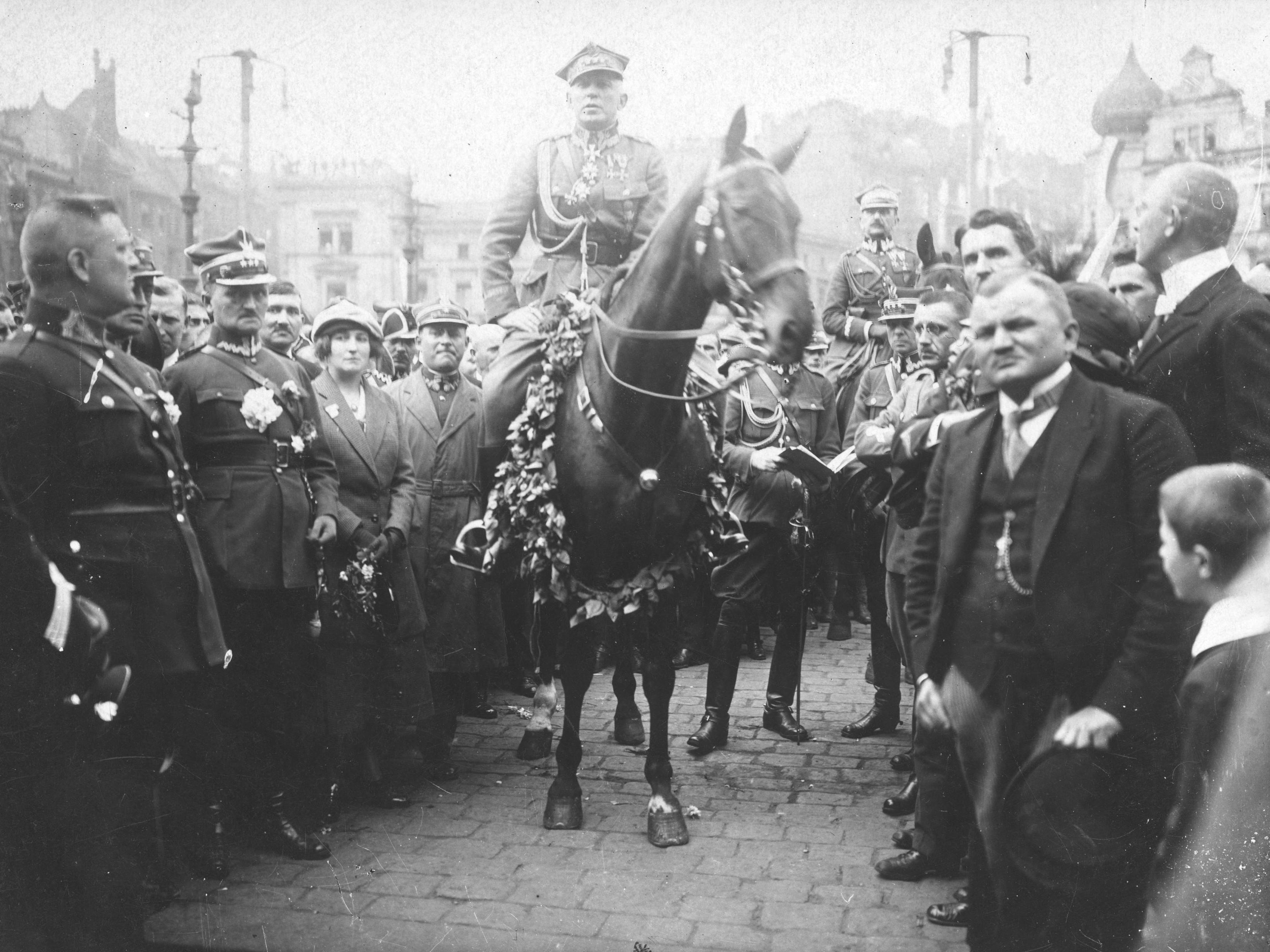
Wojsko polskie na czele z gen. broni Stanisławem Szeptyckim wkracza do Katowic, 20 czerwca 1922

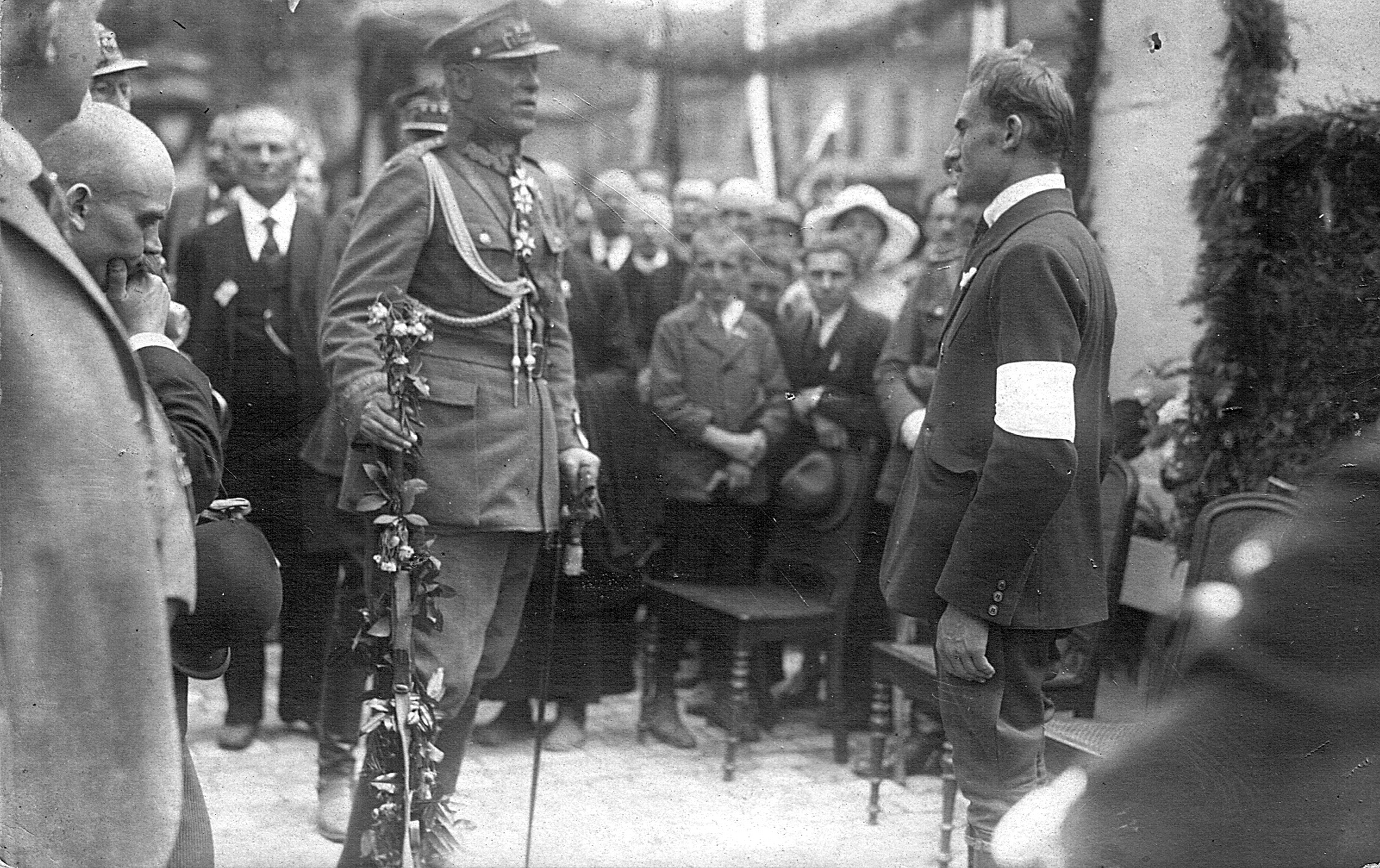
Pszczyna, Rynek, 29 czerwca 1922 (dzień głównej uroczystości powrotu ziemi pszczyńskiej do Polski). Podporucznik Stanisław Krzyżowski wręczył gen. broni Stanisławowi Szeptyckiemu umajony karabin

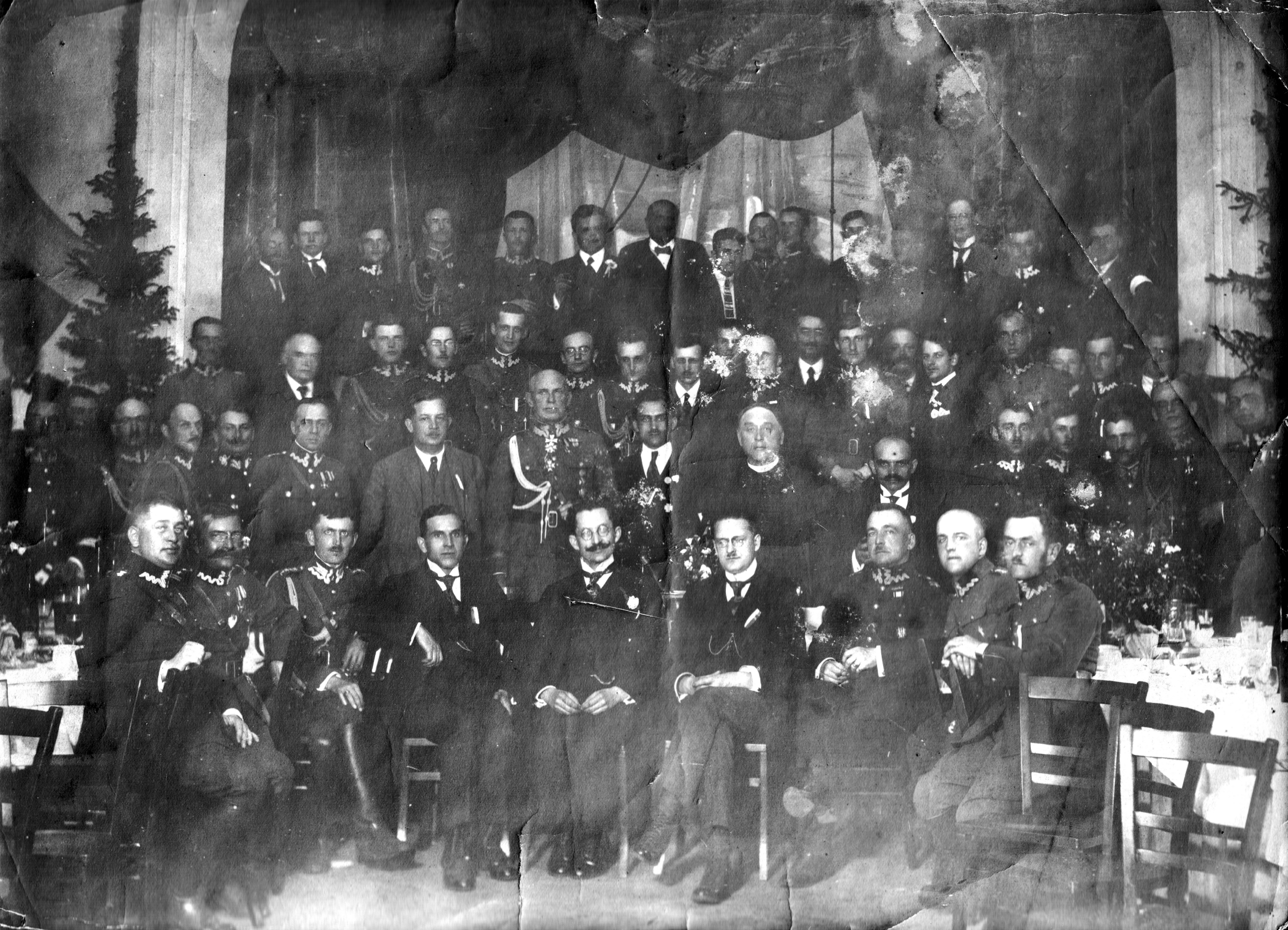
Pszczyna, restauracja Białasa w Domu Ludowym, 29 czerwca 1922. Stoją w drugim rzędzie w środku od lewej: poseł Wojciech Korfanty, gen. broni Stanisław Szeptycki, b. komendant POW G.Śl. na powiat pszczyński ppor. Stanisław Krzyżowski, ks. prałat Jan Kapica, wojewoda śląski Józef Rymer. Siedzą w środku od lewej: starosta katowicki Jan Mildner, starosta pszczyński dr Franciszek Lerch, burmistrz Pszczyny Jan Figna

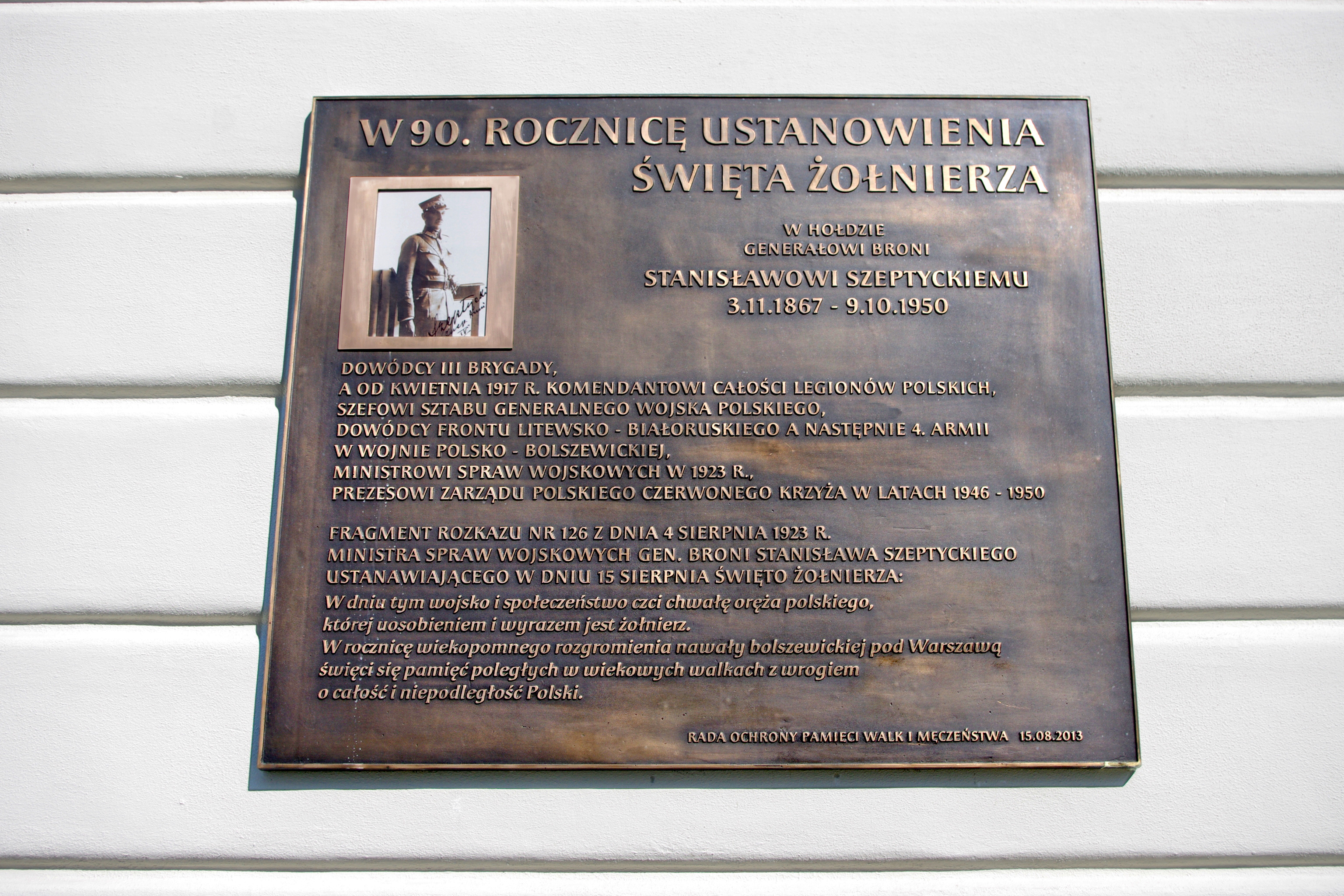
Tablica upamiętniająca gen. Stanisława Szeptyckiego (1867-1950) na Placu Piłsudskiego w Warszawie

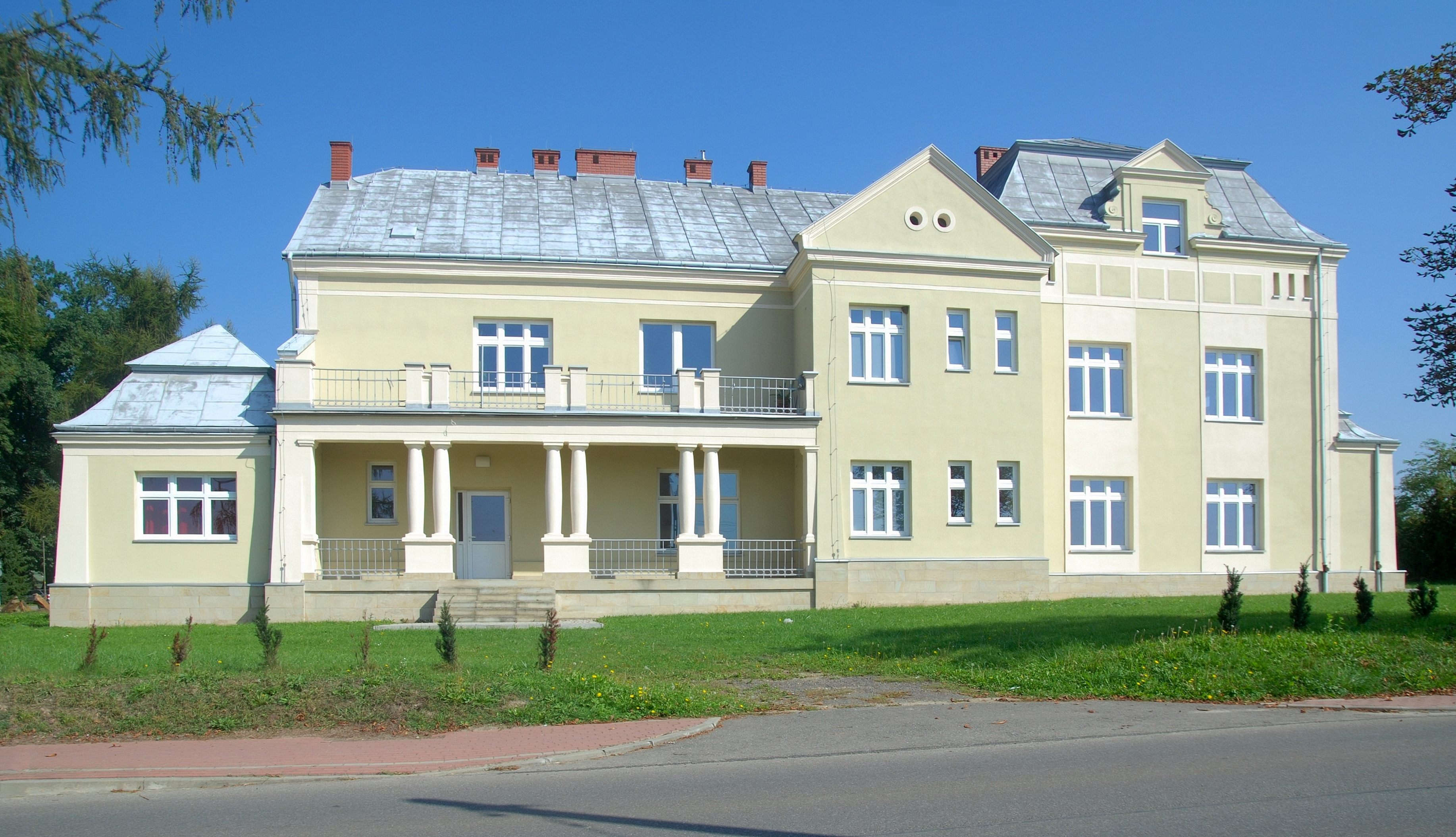
Korczyna, dwór Szeptyckich

Stanisław Maria Jan Teofil Szeptycki (ur. 3 listopada 1867 w Przyłbicach, zm. 9 października 1950 w Korczynie) – polski wojskowy, hrabia, generał major cesarskiej i królewskiej armii, generał broni Wojska Polskiego, komendant Legionów Polskich, szef Sztabu Generalnego Wojska Polskiego (1918–1919) i minister spraw wojskowych II Rzeczypospolitej (1923).

## Życiorys

### Rodzina i młodość
Był synem hrabiego Jana Kantego Remigiana Szeptyckiego (1836–1912) i Zofii Ludwiki Cecyli Konstancji z hrabiów Fredrów Szeptyckiej (1837–1904), córki Aleksandra Fredry. Miał sześciu braci: Stefana Kantego Aleksandra (1862–1864), Jerzego Piotra (1863–1880), Romana Marię Aleksandra (Andrzeja) (1865–1944), Aleksandra Marię Dominika (1866–1940), Kazimierza Marię (Klemensa) (1869–1951) i Leona Józefa Marię (1877–1939). 7 czerwca 1906 roku (według innych źródeł 5 czerwca 1906 roku w Bilczach Złotych) zawarł związek małżeński z księżniczką Marią Józefiną Sapieżanką-Kodeńską z Krasiczyna herbu Lis (1884–1917), córką Leona Pawła Sapiehy (1856–1893) i Teresy z książąt Sanguszków herbu Pogoń Litewska. Drugi związek zawarł 4 stycznia 1925 roku ze Stanisławą Olizar (1899–1977) córką Jana Olizara i Aleksandry z Sianożęckich. Oba małżeństwa były bezdzietne.

### Służba w Armii Austro-Węgier
W 1885 ukończył VIII klasę i zdał z odznaczeniem egzamin dojrzałości w C. K. III Gimnazjum w Krakowie. Następnie rozpoczął naukę w oddziale artylerii Technicznej Akademii Wojskowej w Mödling. Akademię ukończył z wyróżnieniem w 1888 roku w stopniu podporucznika. Pierwszy przydział służbowy otrzymał do 3. Ciężkiego Dywizjonu w Jarosławiu. W 1890 roku został skierowany do Wyższej Szkoły Jazdy (Militär-Reitlehrer-Institut) w Wiedniu, po ukończeniu której w roku 1892 został nauczycielem jazdy konnej z przydziałem do 10 Brygady Artylerii w Przemyślu i awansowany na stopień porucznika. Funkcję tę sprawował do 1894, w którym to roku, po zdaniu przepisanych egzaminów wstępnych, wstąpił do Szkoły Wojennej. W 1896 roku ukończył Szkołę Wojenną jako jeden z pierwszych i został mianowany adiutantem 53 Brygady Piechoty w Koszycach (Kassa).
W 1897 roku został przydzielony do c. k. Komendy 27 Dywizji Piechoty w Koszycach. W 1898 roku awansował na kapitana artylerii i został przeniesiony do Pułku Artylerii Dywizyjnej Nr 18 w Oradii (Nagyvárad) na stanowisko dowódcy baterii. Po dwuletnim dowodzeniu baterią w roku 1900 po awansie na kapitana Sztabu Generalnego otrzymuje przydział do 12 Dywizji Piechoty w Krakowie. W 1903 roku został przeniesiony do Dywizji Kawalerii Kraków. W latach 1904–1905 był attaché wojskowym w   rosyjskiej kwaterze głównej w Mandżurii. Na froncie rosyjsko-japońskim przebywał 20 miesięcy w różnych oddziałach liniowych począwszy od bitwy nad Jalu, a skończywszy na bitwie pod Mukdenem. Po powrocie z wojny w roku 1906 zdał egzamin na majora sztabu generalnego (awans 1 listopada 1907) i został mianowany szefem sztabu Dywizji Kawalerii Wiedeń. Od 1909 roku odbywał staż liniowy jako dowódca dywizjonu w 1 Pułku Artylerii Polowej w Krakowie. 1 maja 1911 roku awansował na podpułkownika sztabu generalnego. W latach 1911–1914 był attaché wojskowym w Rzymie. 1 maja 1914 roku awansował na pułkownika sztabu generalnego.

### I wojna światowa
Początkowo przydzielony do Oddziału Operacyjnego Naczelnego Dowództwa, następnie od 24 września 1914 do listopada 1915 na stanowisku szefa sztabu 2 Korpusu na froncie rosyjskim. W tym czasie styka się z Legionami Polskimi wchodzącymi w skład 2 Korpusu. Od listopada 1915 dowodził 30 Brygadą Artylerii Polowej, a w czerwcu 1916 roku uzyskał na własną prośbę przydział do Legionów Polskich. Od lipca 1916 r. do października 1916 r. dowódca III Brygady Legionów Polskich.
3 sierpnia 1916 roku, sprawując dowództwo operacyjne nad II i III brygadą oraz 2 pułkiem ułanów legionowych i dwoma batalionami niemieckimi pod Rudką Miryńska płk. Szeptycki powstrzymał wykonany przeważającymi siłami atak rosyjski, przez co skutecznie zapobiegł załamaniu się całego frontu nad Stochodem. „Za znakomite zachowanie się przed nieprzyjacielem” został odznaczony przez cesarza Franciszka Józefa I prestiżowym Orderem Żelaznej Korony II klasy z dekoracja wojenną. W załączonej do wniosku odznaczeniowego opinii stwierdzono m.in.:
„... Podczas walk nad Stochodem płk hr. Szeptycki wyróżnił się wybitnymi zaletami dowódczymi, wyjątkowym opanowaniem, spokojem osobistym w krytycznych chwilach, szczególną umiejętnością prawidłowej oceny sytuacji, dużym stopniem inicjatywy oraz zdecydowaniem. To, iż początkowy kryzys został zwycięsko przezwyciężony a starcie zostało zakończone ostatecznie pełnym zwycięstwem zawdzięczamy w pierwszym rzędzie jego osobistemu zaangażowaniu i talentowi dowódczemu.”
Od listopada 1916 r. do kwietnia 1917 r. komendant całości Legionów na czele których 1 grudnia 1916 roku wkroczył do Warszawy. Z powodu przeciwstawienia się szkodliwej dla interesów Polski polityce państw centralnych w stosunku do Legionów Polskich został w kwietniu 1917 roku odwołany ze stanowiska. Do lutego 1918 r. generalny gubernator lubelski (ustąpił w proteście przeciw oddaniu Chełmszczyzny Ukrainie w traktacie brzeskim). Od czerwca do października tego roku, na froncie włoskim, dowodził 85 Brygadą Piechoty Obrony Krajowej. Od października 1918 r. dowodził podległą dowództwu niemieckiemu Polską Siłą Zbrojną. 5 listopada 1918 r. zwolniony został z cesarskiej i królewskiej armii.

### Służba w Wojsku Polskim
Do Wojska Polskiego wstąpił 1 listopada 1918 roku. 4 listopada 1918 r. Rada Regencyjna mianowała go generałem dywizji i inspektorem generalnym broni oraz powierzyła mu tymczasowo dowództwo nad wszystkimi oddziałami Wojska Polskiego na obszarze byłej okupacji austro-węgierskiej, a także tej części Galicji, która znajdowała się pod polską władzą.
16 listopada 1918 roku Józef Piłsudski mianował go szefem Sztabu Generalnego. Zastąpił na tym stanowisku generała dywizji Tadeusza Rozwadowskiego. Funkcję sprawował do 13 marca 1919 roku, kiedy to na własną prośbę został dowódcą Litewsko-Białoruskiej Dywizji. Naczelnik Państwa wydał w tej sprawie rozkaz następującej treści:
„Powierzając Generałowi Dywizji Stanisławowi Szeptyckiemu dowództwo wojsk, operujących na Litwie i Białorusi, wyrażam Mu za jego służbę na stanowisku Szefa Sztabu Generalnego moje najgorętsze podziękowanie i uznanie.
Jego mądra, pełna inicjatywy i energiczna praca położyła podwaliny pod budowę Armii Polskiej, tworzonej w warunkach, w jakich nie organizowała się żadna armia, bo z niczego i w momencie rozgorzenia się wojny na wszystkich prawie frontach.
W młode szeregi Armii Polskiej umiał wpajać poczucie niezłomnej subordynacji i honoru, bo sam tych cnót żołnierskich był wyrazem, służąc zgodnie z tymi naczelnymi zasadami, nawet z poświęcenim swoich osobistych interesów.
Warszawa, dnia 29 marca 1919 r.
(-) Józef Piłsudski
Naczelnik Państwa i Naczelny Wódz”
28 kwietnia 1919 roku został dowódcą Frontu Litewsko-Białoruskiego, którą to funkcję pełnił do wiosny następnego roku.
Rozkaz Naczelnego Wodza Józefa Piłsudskiego z 7 marca 1920 roku znosił z dniem 1 kwietnia dotychczasowy podział sił walczących na wschodzie na fronty, a w ich miejsce powołał pięć armii. Generał Szeptycki w ten sposób przestał być dowódcą Frontu Litewsko-Białoruskiego, a został dowódcą 4 Armii, operującej wówczas na odcinku Polesia i Berezyny. 29 marca 1920 roku Piłsudski wystosował do Generała pismo L.dz. N.D. 1647.20 o treści:
„Szanowny Generale!
Ze względów wojennych i organizacyjno-wojskowych, zdecydowałem zniesienie wszystkich dowództw frontów, pomiędzy innymi i frontu Litewsko-Białoruskiego.
Przy tym uważam sobie za przyjemny obowiązek podziękować Panu za pracę na Pańskim odpowiedzialnym stanowisku i wyrazić muszę szczere uznanie.
Przez cały rok stał Pan na stanowisku bardzo ciężkim, gdzie bardziej, niż gdzie indziej na froncie, trzeba było rozstrzygać wiele z tych łamigłówek operacyjnych i administracyjnych, które młoda armia przy niedostatecznych środkach stawia dowództwu. Rozwiązywał Pan te łamigłówki udatnie i zręcznie, czego dowodem są stałe zwycięstwa, na tym terenie operacyjnym odnoszone, i ogromne rozszerzenie na wschód wpływu Polski i znaczenia oręża naszego.
Obok tego dał Pan w ciągu swej służby w Armii Polskiej dziesiątki dowodów wysokiego poczucia obywatelskiego i istotnego ducha żołnierskiego, składając bez żadnego wahania i bezpretensjonalnie wszelkie względy personalne na rzecz dobra ogólnego oraz na rzecz pogłębienia tak potrzebnej dla nas jednolitości wojska. Życząc Panu powodzenia na nowym stanowisku komendanta jednej z armij, zawiadamiam Pana, że w uznaniu zasług Pana kazałem wygotować dekret, mianujący Pana Generałem Broni w Wojsku Polskim.
Warszawa, dnia 29 marca 1920 r.
Belweder
(-) Józef Piłsudski
Naczelnik Państwa i Naczelny Wódz”
21 kwietnia 1920 roku Naczelny Wódz zatwierdził go w stopniu generała broni z dniem 1 kwietnia 1920 roku i 3. lokatą w korpusie generałów.
W wojnie 1920 r. był dowódcą 4 Armii. Od 17 maja 1920 roku obowiązki dowódcy armii łączył z funkcją dowódcy „Frontu gen. Szeptyckiego” w skład którego wchodziły trzy armie (1, 4 i 7). 5 lipca 1920 roku został dowódcą Frontu Północno-Wschodniego, a obowiązki dowódcy 4 Armii przekazał generałowi Leonardowi Skierskiemu. Na tym ostatnim stanowisku prowadził walki odwrotowe do 30 lipca 1920 r. Niesłusznie był oskarżany w wojsku o bycie winnym panicznego odwrotu i rozprężenia powierzonych mu oddziałów. Najwyższa Wojskowa Komisja Opiniująca całkowicie oczyściła generała Szeptyckiego z tych zarzutów 6 maja 1921 roku. 1 sierpnia 1920 r. zmuszony został odejść ze stanowiska wskutek ciężkiej choroby (czerwonka) oraz nieporozumień z Józefem Piłsudskim (Piłsudski post factum w 1924 roku w swej książce Rok 1920 uważał, że Szeptycki doznał załamania nerwowego w związku z przemęczeniem). Generał w swej odpowiedzi na książkę Rok 1920 uznał to oskarżenie jako element szerszego ataku Piłsudskiego na jego osobę.
Po wyzdrowieniu zgłosił swoją gotowość do dalszej służby, na co otrzymał pisany z Belwederu, datowany na 9 października 1920 roku, osobisty list od Józefa Piłsudskiego o następującej treści:
„Kochany Generale!
Powróciwszy przed 2 dniami z frontu gdzie przebywałem przez ostatnie dwa tygodnie, z prawdziwą przyjemnością przeczytałem list Generała, z którego się dowiaduję, że stan zdrowia pozwoli mu powrócić do dalszej pracy; ostatnie jednak dnie przyniosły tyle zmian w sytuacji naszej wojennej, że nie mogę bliżej określić funkcyji, jaką mógłbym przekazać Panu Generałowi.
Proszę mi jednak wierzyć, że w najbliższym czasie nie omieszkam skorzystać ze znanej mi dobrze wiedzy i doświadczenia wojennego Pana Generała i powołam go do dalszej współpracy.
Zatem do miłego widzenia, kochany Generale, w Warszawie!

(-) J Piłsudski
Naczelny Wódz Wojsk Polskich”
List ten wyraźnie świadczy o zmianie z biegiem lat stanowiska marszałka Piłsudskiego do wydarzeń z lata 1920 roku.
Po zawarciu pokoju, przyjął w marcu 1921 roku stanowisko szefa Inspektoratu Armii nr IV w Krakowie. W 1922 r. dowodził oddziałami WP, zajmującymi przyznaną Polsce część Śląska. Na stanowisku inspektora armii w Krakowie pozostawał do czasu powołania go na stanowisko ministra spraw wojskowych. 3 maja 1922 roku został zweryfikowany w stopniu generała broni ze starszeństwem z dniem 1 czerwca 1919 roku i 2. lokatą w korpusie generałów.
31 maja 1922 roku w Krakowie delegacja wileńskiej Rady miejskiej na czele z prezydentem miasta Witoldem Bańkowskim wręczyła generałowi honorowe obywatelstwo miasta Wilna „w uznaniu jego zasług, położonych w dziele wyzwolenia m. Wilna z pod najazdu bolszewickiego”.
13 czerwca 1923 roku Prezydent RP Stanisław Wojciechowski mianował go Ministrem Spraw Wojskowych w drugim rządzie Wincentego Witosa. 4 sierpnia 1923 roku rozkazem nr 126 ustanowił Święto Żołnierza Polskiego. Pisał w nim:

W dniu tym wojsko i społeczeństwo czci chwałę oręża polskiego, której uosobieniem i wyrazem jest żołnierz. W rocznicę wiekopomnego rozgromienia nawały bolszewickiej pod Warszawą święci się pamięć poległych w walkach z wiekowym wrogiem o całość i niepodległość Polski.

15 grudnia 1923 roku Prezydent RP Stanisław Wojciechowski „przychylając się do przedstawionej mu prośby o dymisję zwolnił” go z urzędu kierownika Ministerstwa Spraw Wojskowych i „równocześnie poruczył dalsze sprawowanie dotychczasowych funkcji aż do chwili powołania następcy”, co nastąpiło 19 grudnia 1923 roku z chwilą powołania generała dywizji Kazimierza Sosnkowskiego na urząd Ministra Spraw Wojskowych w drugim rządzie Władysława Grabskiego. Po zwolnieniu z urzędu ministra powrócił na stanowisko Inspektora Armii Nr 4 w Krakowie. Od 24 listopada 1922 roku był także członkiem Kapituły Orderu Virtuti Militari. W trakcie przewrotu majowego mianowany przez prezydenta RP Stanisława Wojciechowskiego dowódcą wojsk wiernych rządowi poza stolicą. 10 czerwca 1926 roku Prezydent RP Ignacy Mościcki „przychylając się do prośby” generała zwolnił go ze stanowiska Inspektora Armii Nr 4 w Krakowie. Z dniem 30 czerwca 1926 roku został przeniesiony w stan spoczynku.

### Po odejściu z wojska
W 1925 roku ogłosił pracę: Front litewsko-białoruski 10.3.1919–30.7.1920.
W 1931 został prezesem zarządu powołanego 10 stycznia 1931 Podkarpackiego Związku właścicieli terenów, udziałowców i pracowników przemysłu naftowego z siedzibą w Jaśle.
W lutym 1945 roku, w wieku 78 lat, został przyjęty ponownie do służby czynnej w Wojsku Polskim. 25 kwietnia 1945 roku naczelny dowódca Wojska Polskiego, minister obrony narodowej, gen. broni Michał Rola-Żymierski powołał go na stanowisko prezesa, podporządkowanego Rządowi Tymczasowemu Rzeczypospolitej Polskiej, Zarządu Głównego Polskiego Czerwonego Krzyża, który dążył m.in. do przejęcia struktur i działań opiekuńczych, majątku nieruchomego i ruchomego oraz dokumentacji i całej działalności, powiązanego z Polskimi Siłami Zbrojnymi na Zachodzie i uznającego Rząd RP na uchodźstwie w Londynie, Zarządu Głównego PCK w Londynie oraz Delegatur PCK w Wielkiej Brytanii, Szwecji, Niemczech, Belgii, Hiszpanii, Portugalii, Egipcie, Libanie, Syrii, Grecji, Palestynie, Indiach, Afryce Wschodniej, Rodezji, Nowej Zelandii, Australii, Meksyku, Argentynie, Kanadzie, Stanach Zjednoczonych, Brazylii i na Kubie (które dla uniemożliwienia realizacji tego przejęcia, 17 października 1946 przekształciły się w Towarzystwo Pomocy Polakom (ang. The Relief Society for Poles Limited). Na tym stanowisku pełnił obowiązki do 29 sierpnia 1945 roku.
Zmarł we wsi Korczyna k. Krosna, której był ostatnim właścicielem, i został pochowany tamże.

## Awanse
- podporucznik (Leutnant) – 1888
- porucznik (Oberleutnant) – 1892
- kapitan (Hauptmann II kl.) – 1898
- kapitan (Hauptmann I kl.) – 1900
- major (Major) – 1 listopada 1907
- podpułkownik (Oberstleutnant) – 1 maja 1911
- pułkownik (Oberst) – 1 maja 1914
- generał major (General major) – 28 kwietnia 1917[31].
- generał dywizji – 4 listopada 1918
- generał broni – zatwierdzony 21 kwietnia 1920 roku z dniem 1 kwietnia 1920 roku i 3. lokatą w korpusie generałów[9], zweryfikowany 3 maja 1922 roku ze starszeństwem z dniem 1 czerwca 1919 roku i 2. lokatą w korpusie generałów[32]

## Ordery i odznaczenia
- Krzyż Komandorski Orderu Wojskowego Virtuti Militari (24 listopada 1922)[33][34]
- Krzyż Srebrny Orderu Wojskowego Virtuti Militari nr 2520 (28 lutego 1922)[33][35]
- Krzyż Komandorski z Gwiazdą Orderu Odrodzenia Polski (7 listopada 1925)[36][37]
- Krzyż Komandorski Orderu Odrodzenia Polski (29 grudnia 1921)[38][39][40]
- Krzyż Walecznych (czterokrotnie: po raz 1 i 2 w 1921, po raz 3 i 4 w 1922)[41][42][43]
- Złoty Krzyż Zasługi[33][2][1]
- Medal Pamiątkowy za Wojnę 1918–1921[33][2]
- Medal Dziesięciolecia Odzyskanej Niepodległości[33][2]
- Krzyż za Obronę Śląska Cieszyńskiego II kl. (2 października 1919)[44]
- Medal Pamiątkowy za Obronę Śląska Cieszyńskiego[45]
- Dekret pochwalny Rady Narodowej Księstwa Cieszyńskiego[45]
- Order Korony Żelaznej II klasy z dekoracją wojenną (1916, Austro-Węgry)
- Order Korony Żelaznej III klasy z dekoracją wojenną (1905, Austro-Węgry)
- Order Leopolda III klasy z dekoracją wojenną (1914, Austro-Węgry)
- Order Franciszka Józefa I klasy z dekoracją wojenną (1918, Austro-Węgry)
- Krzyż Zasługi Wojskowej II klasy z dekoracją wojenną (1916, Austro-Węgry)
- Krzyż Zasługi Wojskowej III klasy z dekoracją wojenną (1915, 1916, Austro-Węgry)
- Odznaka Honorowa Czerwonego Krzyża (Austro-Węgry)
- Krzyż Wojskowy Karola (Austro-Węgry)
- Odznaka za Służbę Wojskową III klasy[46]
- Medal Jubileuszowy Pamiątkowy dla Sił Zbrojnych i Żandarmerii (Austro-Węgry)
- Krzyż Jubileuszowy Wojskowy (Austro-Węgry)
- Order Królewski Korony II klasy (1909, Prusy)
- Krzyż Żelazny II klasy (Prusy)
- Order Zasługi Wojskowej II klasy (Wirtembergia)
- Order św. Jerzego II klasy (1900, Bawaria)[47]
- Order Zasługi Wojskowej II klasy (Bawaria)
- Order św. Stanisława II klasy (1905, Imperium Rosyjskie)[47][48]
- Medal Pamiątkowy za Wojnę z Japonią 1904-5 (Imperium Rosyjskie)[47]
- Szabla honorowa (1908, Imperium Rosyjskie)[47]
- Order Legii Honorowej III klasy (1922, Francja)[33][49]
- Order Legii Honorowej V klasy (1906, Francja)[33][47]
- Order Łaźni III klasy (1921, Wielka Brytania)[33]
- Order Krzyża Wolności I kategorii II klasy (Estonia, 1922)[33][50]
- Order Pogromcy Niedźwiedzia II klasy (1921, Łotwa)[33][51]
- Order Gwiazdy Rumunii I klasy (1923, Rumunia)[52]
- Order św. Sawy I klasy (1923, Jugosławia)[33][2]
- Order Korony Włoch I klasy (1923, Włochy)[33][53]